# Max Neuhaus (Handballspieler)
Max Neuhaus (* 10. August 1999 in Heide) ist ein deutscher Handballspieler.

## Vereinskarriere
Nachdem Neuhaus beim Bayern-Ligisten TSV Haunstetten gespielt hatte, wechselte er 2015 ins Sportinternat des SC Magdeburg. Mit der A-Jugend verpasste er knapp die Deutsche Meisterschaft und spielte danach in der 3. Liga mit SC Magdeburg II. 2019 wechselte er zum Bundesligisten Die Eulen Ludwigshafen und unterschrieb dort einen Zweijahresvertrag, den er 2021 um zwei weitere Jahre verlängerte. 2021 stieg er mit der Mannschaft in die zweite Bundesliga ab. Seit 2023 läuft Neuhaus für den TUSEM Essen auf.

## Auswahlmannschaft
Neuhaus gehörte zur deutschen Junioren-Nationalmannschaft bei der U-21-Weltmeisterschaft 2019 in Spanien. Im letzten Vorrundenspiel gegen Island (26:17; 14:8) war Neuhaus mit sieben Toren bester Torschütze.

## Privates
Neuhaus wurde in Schleswig-Holstein geboren und wuchs in England, Niedersachsen und in Donauwörth auf. Drei Jahre lang besuchte er das Handballinternat des SC Magdeburg. Nachdem er in Magdeburg zunächst Wirtschaftsingenieurswesen studiert hatte, setzt er in Ludwigshafen parallel zum Vereinssport seine Ausbildung mit den Fächern Betriebswirtschaft und Management im Fernstudium fort.